# David Copperfield (film, 1913)
Pour les articles homonymes, voir David Copperfield (homonymie).

David Copperfield est un film britannique réalisé par Thomas Bentley et produit par Cecil Hepworth, sorti en 1913.
À l'époque de sa sortie, c'est le plus long film à avoir été présenté au public.

## Synopsis
Le film est inspiré du roman David Copperfield de Charles Dickens.

## Fiche technique
- Réalisation : Thomas Bentley
- Producteur : Cecil Hepworth
- Production : Hepworth Picture Plays
- Durée : 67 minutes
- Dates de sortie :
  - UK : août 1913
  - USA : 1er décembre 1913

## Distribution
- Reginald Sheffield : Eric Desmond David Copperfield enfant
- Len Bethel : David Copperfield jeune
- Kenneth Ware : David Copperfield adulte
- Edna May : Em'ly enfant
- Amy Verity : Em'ly adulte
- Alma Taylor : Dora Spenlow
- H. Collins : Wilkins Micawber
- Miss West : Emma Micawber
- Jack Hulcup : Uriah Heep
- Jamie Darling : Daniel Peggotty
- Cecil Mannering : James Steerforth